# 星影の小径
「星影の小径」（ほしかげのこみち）は、1950年（昭和25年）にキングレコードから、小畑実の歌唱で発売された歌謡曲である。

## 概要
作曲者である利根は小畑の独特の美声に注目し、ビング・クロスビーの歌唱法として知られるクルーナー唱法で歌ってもらおうと意識して作曲し、1950年の4月に発売となった。ロマンチックな旋律と「アイ・ラブ・ユー」という英語を歌詞に用いた斬新さなどが話題になり、同年の和製流行歌としては20万枚もの大ヒットとなった。
後に多数の歌手によってカバーされ、ちあきなおみによってカバーされたものが、1985年（昭和60年）のAGF・「マキシム・レギュラーコーヒー」、1992年（平成4年）のアウディ、2006年のキリンビバレッジ「実感」のCMにそれぞれ使用された。
ちあきなおみの「星影の小径」はちあきの歌手活動休止後、1992年12月16日にはビクターからシングルとして発売された。また、2006年5月10日にはキリンビバレッジ「実感」のCMソングに起用されたこともあってマキシシングルとして再発売された。カップリングはいずれも「港が見える丘」である。
他にも根津歩によってカバーされたものが、2003年（平成15年）に高岡早紀主演のフジテレビ系昼ドラマ『真実一路』に、アン・サリーによってカバーされたものが、日本綜合地所「VERENA」のCMソングに、UAによってカバーされたものが、2012年（平成24年）に映画『その夜の侍』の主題歌に採用された。

## カバーした主な歌手
- 秋元順子 - アルバム『Dear Songs ～夢をつないで～』収録（2013年3月13日）
- アン・サリー - アルバム『moon dance』収録
- AHN MIKA - アルバム『Bittersweet Memories』収録（2012年11月7日）
- 一条貫太 - アルバム『一条貫太のはやり歌一本勝負 ～其の参～』収録（2021年2月3日）
- 小野リサ - アルバム『旅 そして ふるさと』収録（2018年3月28日）
- 辛島美登里 - アルバム『Eternal-One』収録
- 木山裕策 - アルバム『月 美しき日本の抒情歌』収録（2020年12月16日）
- 香西かおり - アルバム『綴織百景VOL.8 のすたるじい』収録
- 佐々木秀実 - アルバム『美しき日本のメロディ』収録
- 純名里沙 - アルバム『SILENT LOVE ～あなたを想う12の歌～』収録（2015年10月21日）
- 庄野真代 with 浜田山～ず - アルバム『Time Traveller vol.1 時代の夜汽車』収録
- 高岡早紀 - アルバム『SINGS -Bedtime Stories-』収録（2014年10月22日）
- ちあきなおみ - アルバム『港が見える丘』収録
  - アルバム『港が見える丘』は1993年と2006年にアルバム『星影の小径』と改題して復刻された。また、前述のようにシングルとして2度発売されている。
- 根津歩 - シングル
- 広瀬香美 - アルバム『Thousands of Covers』収録
- フランク永井 - シングル
- 美空ひばり - アルバム『黄金の歌 美空ひばり想い出を唄う』収録
- 森昌子 - アルバム『あのころ』収録
- TOKYO No.1 SOUL SET + 真木よう子 - アルバム『全て光』収録
- 一青窈 - アルバム『歌窈曲』収録
- What's Love?  - アルバム『昭和残響伝』収録
- PUSHIM - アルバム『The Great Songs』収録
- UA - 映画『その夜の侍』の主題歌
- 春日八郎 - アルバム『春日八郎演歌百選』収録
- 若原一郎 - LPアルバム『若原一郎～歌声は永遠に』収録
- 和田弘とマヒナ・スターズ - アルバム『決定版 懐メロ名曲集 ベスト中』収録